# British Academy Film Award/Bester britischer Film

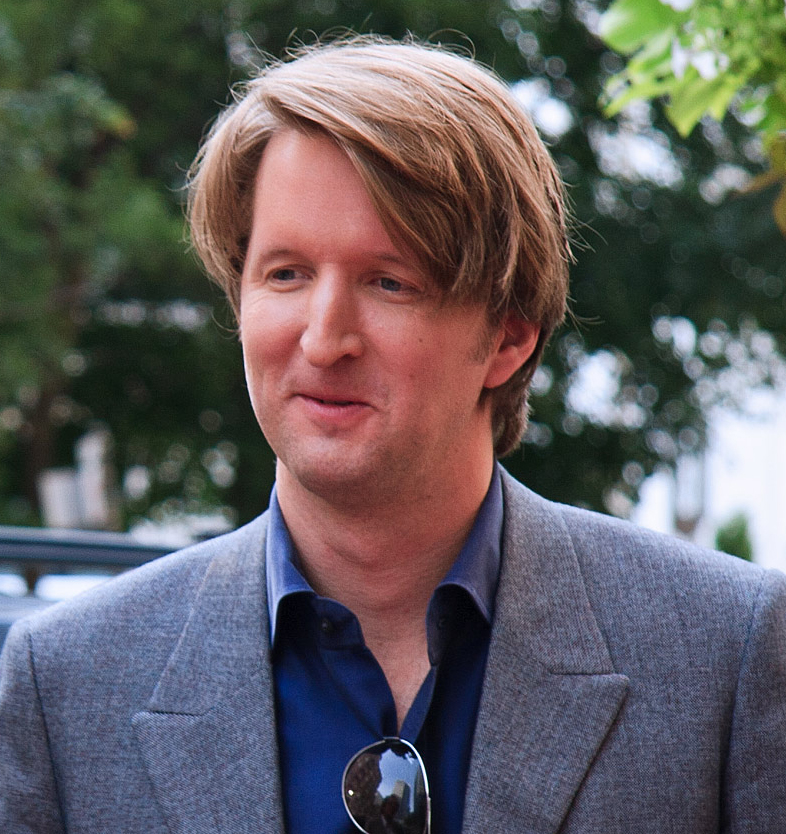
Tom Hooper, Regisseur des 2011 preisgekrönten Historienfilms The King’s Speech

Gewinner und Nominierte in der Kategorie Bester britischer Film (Outstanding British Film; von 1993 bis 2007 Alexander Korda Award for the Outstanding British Film of the Year) seit der ersten Verleihung der British Academy Film Awards (BAFTA Awards) im Jahr 1948. Um eine mögliche Dominanz ausländischer und insbesondere US-amerikanischer Produktionen zu verringern, wurde neben der Kategorie Bester Film eine Preiskategorie für britische Produktionen ausgelobt. Dennoch wurden häufig britische Filme in beiden Kategorien nominiert. Bis 1968 wurde in acht Fällen der beste britische Film auch mit der Auszeichnung für den besten (internationalen) Film berücksichtigt, ehe die Kategorie nach einer Umstrukturierung des Filmpreises entfiel.
Nachdem Kritik an der häufigen Auszeichnung von US-amerikanischen Filmen aufkam, wurde im Jahr 1993 die Preiskategorie als Spezialpreis neu ausgelobt, benannt nach dem ungarisch-britischen Filmproduzent und Regisseur Alexander Korda (1893–1956). Entschied im ersten Jahr noch ein gesondertes Komitee über die Vergabe, können die BAFTA-Mitglieder mittlerweile regulär über die nominierten Filme abstimmen – dennoch werden die Nominierungen weiterhin von einem Filmkomitee getroffen. Die Einstufung, ob ein Film britisch ist, erfolgt anhand der Kriterien des UK Film Council, des British Film Institute (BFI) und des Department for Culture, Media and Sport (DCMS). Danach müssen Filme im Rahmen der britischen offiziellen bilateralen Koproduktionsverträge entstanden sein bzw. die European Convention on Cinematographic Co-production oder den Cultural Test (Anhang 1 des Film Act 1985) erfüllen. Seit der Wiedereinführung der Kategorie konnte nur 2011 der später Oscar-prämierte Film The King’s Speech sowohl als Bester britischer Film als auch als Bester Film ausgezeichnet werden.
2004 und 2009 setzten sich mit Sturz ins Leere und Man on Wire Dokumentarfilme, 2006 mit Wallace & Gromit – Auf der Jagd nach dem Riesenkaninchen einmalig ein Animationsfilm durch.
Ein Film qualifiziert sich in dem der Preisverleihung vorhergehenden Jahr, wenn dieser zwischen dem 1. Januar und 31. Dezember mindestens sieben Tage in einem öffentlichen britischen Kino gegen Entgelt gezeigt wurde. Nennungen erhalten die Regisseure, Drehbuchautoren und max. drei Filmproduzenten.
Die unten aufgeführten Filme werden mit ihrem deutschen Verleihtitel (sofern ermittelbar) angegeben, danach folgt in Klammern in kursiver Schrift der Originaltitel und der Name des Regisseurs. Die Nennung des Originaltitels entfällt, wenn deutscher und Originaltitel identisch sind. Die Gewinner stehen hervorgehoben an erster Stelle.

## 1940er-Jahre
1948
Ausgestoßen (Odd Man Out) – Regie: Carol Reed

1949
Kleines Herz in Not (The Fallen Idol) – Regie: Carol Reed
- Hamlet – Regie: Laurence Olivier
- Oliver Twist – Regie: David Lean
- Die roten Schuhe (The Red Shoes) – Regie: Michael Powell und Emeric Pressburger
- Scotts letzte Fahrt (Scott of the Antarctic) – Regie: Charles Frend
- Stimme des Gewissens (The Small Voice) – Regie: Fergus McDonell
- Wettfahrt mit dem Tode (Once a Jolly Swagman) – Regie: Jack Lee

## 1950er-Jahre
1950
Der dritte Mann (The Third Man) – Regie: Carol Reed
- Adel verpflichtet (Kind Hearts and Coronets) – Regie: Robert Hamer
- Blockade in London (Passport to Pimlico) – Regie: Henry Cornelius
- Freut euch des Lebens (Whisky Galore!) – Regie: Alexander Mackendrick
- Kampf ums Geld (A Run for Your Money) – Regie: Charles Frend
- Pique Dame (The Queen of Spades) – Regie: Thorold Dickinson
- Experten aus dem Hinterzimmer (The Small Back Room) – Regie: Michael Powell und Emeric Pressburger

1951
Die blaue Lampe (The Blue Lamp) – Regie: Basil Dearden
- Chance of a Lifetime – Regie: Bernard Miles
- Die Nacht begann am Morgen (Morning Departure) – Regie: Roy Ward Baker
- Staatsgeheimnis (State Secret) – Regie: Sidney Gilliat
- Eine Stadt hält den Atem an (Seven Days to Noon) – Regie: John Boulting und Roy Boulting
- The Wooden Horse – Regie: Jack Lee

1952
Das Glück kam über Nacht (The Lavender Hill Mob) – Regie: Charles Crichton
- Konflikt des Herzens (The Browning Version) – Regie: Anthony Asquith
- The Magic Garden – Regie: Donald Swanson
- Der Mann im weißen Anzug (The Man in the White Suit) – Regie: Alexander Mackendrick
- No Resting Place – Regie: Paul Rotha
- The Small Miracle – Regie: Maurice Cloche und Ralph Smart
- Serum 703 (White Corridors) – Regie: Pat Jackson
- Der wunderbare Flimmerkasten (The Magic Box) – Regie: John Boulting

1953
Der unbekannte Feind (The Sound Barrier) – Regie: David Lean
- Angels One Five – Regie: George More O’Ferrall
- Denn sie sollen getröstet werden (Cry, the Beloved Country) – Regie: Zoltan Korda
- Mandy – Regie: Alexander Mackendrick und Fred F. Sears
- Der Strom (The River) – Regie: Jean Renoir
- Der Verdammte der Inseln (The Outcast of the Islands) – Regie: Carol Reed

1954
Die feurige Isabella (Genevieve) – Regie: Henry Cornelius
- Besiegter Haß (The Kidnappers) – Regie: Philip Leacock
- Der große Atlantik (The Cruel Sea) – Regie: Charles Frend
- Das Herz aller Dinge (The Heart of the Matter) – Regie: George More O’Ferrall
- Moulin Rouge – Regie: John Huston

1955
Herr im Haus bin ich (Hobson’s Choice) – Regie: David Lean
- Flammen über Fernost (The Purple Plain) – Regie: Robert Parrish
- Das geteilte Herz (The Divided Heart) – Regie: Charles Crichton
- Glück auf Raten (For Better, for Worse) – Regie: J. Lee Thompson
- Major Carrington (Carrington V.C.) – Regie: Anthony Asquith
- Die Maggie (The Maggie) – Regie: Alexander Mackendrick
- Milo in the House – Regie: Ralph Thomas
- Romeo und Julia (Romeo and Juliet) – Regie: Renato Castellani

1956
Richard III. – Regie: Laurence Olivier
- The Colditz Story – Regie: Guy Hamilton
- Der Gefangene (The Prisoner) – Regie: Peter Glenville
- Mai 1943 – Die Zerstörung der Talsperren (The Dam Busters) – Regie: Michael Anderson
- Ladykillers (The Ladykillers) – Regie: Alexander Mackendrick
- Sie waren 13 (The Night My Number Came Up) – Regie: Leslie Norman
- Simba – Regie: Brian Desmond Hurst

1957
Allen Gewalten zum Trotz (Reach for the Sky) – Regie: Lewis Gilbert
- Der Mann, den es nie gab (The Man Who Never Was) – Regie: Otto Preminger
- Marsch durch die Hölle (A Town Like Alice) – Regie: Jack Lee
- Panzerschiff Graf Spee (The Battle of the River Plate) – Regie: Michael Powell und Emeric Pressburger
- Umfange mich, Nacht (Yield to the Night) – Regie: J. Lee Thompson

1958
Die Brücke am Kwai (The Bridge on the River Kwai) – Regie: David Lean
- Kostbare Bürde (The Shiralee) – Regie: Leslie Norman
- Mann im Feuer (Windom’s Way) – Regie: Ronald Neame
- Der Prinz und die Tänzerin (The Prince and the Showgirl) – Regie: Laurence Olivier

1959
Der Weg nach oben (Room at the Top) – Regie: Jack Clayton
- Eiskalt in Alexandrien – Feuersturm über Afrika (Ice-Cold in Alex) – Regie: J. Lee Thompson
- Indiskret (Indiscreet) – Regie: Stanley Donen
- Der lautlose Krieg (Orders to Kill) – Regie: Anthony Asquith
- Die schwarzen Teufel von El Alamein (Sea of Sand) – Regie: Guy Green

## 1960er-Jahre
1960
Das Mädchen Saphir (Sapphire) – Regie: Basil Dearden
- Blick zurück im Zorn (Look Back in Anger) – Regie: Tony Richardson
- Brennendes Indien (North West Frontier) – Regie: J. Lee Thompson
- Tiger Bay – Regie: J. Lee Thompson
- Feinde von gestern (Yesterday’s Enemy) – Regie: Val Guest

1961
Samstagnacht bis Sonntagmorgen (Saturday Night and Sunday Morning) – Regie: Karel Reisz
- Einst ein Held (Tunes of Glory) – Regie: Ronald Neame
- Der Mann mit der grünen Nelke (The Trials of Oscar Wilde) – Regie: Ken Hughes
- Zorniges Schweigen (The Angry Silence) – Regie: Guy Green

1962
Bitterer Honig (A Taste of Honey) – Regie: Tony Richardson
- Der endlose Horizont (The Sundowners) – Regie: Fred Zinnemann
- Schloß des Schreckens (The Innocents) – Regie: Jack Clayton
- Sieben gegen die Hölle (The Long and the Short and the Tall) – Regie: Leslie Norman
- In den Wind gepfiffen, auch: … woher der Wind weht (Whistle Down The Wind) – Regie: Bryan Forbes

1963
Lawrence von Arabien (Lawrence of Arabia) – Regie: David Lean
- Das indiskrete Zimmer (The L-Shaped Room) – Regie: Bryan Forbes
- Lieben kann man nur zu zweit (Only Two Can Play) – Regie: Sidney Gilliat
- Nur ein Hauch Glückseligkeit (A Kind of Loving) – Regie: John Schlesinger
- Die Verdammten der Meere (Billy Budd) – Regie: Peter Ustinov

1964
Tom Jones – Zwischen Bett und Galgen (Tom Jones) – Regie: Tony Richardson
- Der Diener (The Servant) – Regie: Joseph Losey
- Geliebter Spinner (Billy Liar) – Regie: John Schlesinger
- Lockender Lorbeer (This Sporting Life) – Regie: Lindsay Anderson

1965
Dr. Seltsam oder: Wie ich lernte, die Bombe zu lieben (Dr. Strangelove Or: How I Learned To Stop Worrying And Love The Bomb) – Regie: Stanley Kubrick
- Becket – Regie: Peter Glenville
- King and Country – Für König und Vaterland (King and Country) – Regie: Joseph Losey
- Schlafzimmerstreit (The Pumpkin Eater) – Regie: Jack Clayton

1966
Ipcress – streng geheim (The Ipcress File) – Regie: Sidney J. Furie
- Darling – Regie: John Schlesinger
- Der gewisse Kniff (The Knack …and How to Get It) – Regie: Richard Lester
- Ein Haufen toller Hunde (The Hill) – Regie: Sidney Lumet

1967
Der Spion, der aus der Kälte kam (The Spy Who Came In From The Cold) – Regie: Martin Ritt
- Der Verführer läßt schön grüßen (Alfie) – Regie: Lewis Gilbert
- Georgy Girl – Regie: Silvio Narizzano
- Protest (Morgan: A Suitable Case for Treatment) – Regie: Karel Reisz

1968
Ein Mann zu jeder Jahreszeit (A Man For All Seasons) – Regie: Fred Zinnemann
- Accident – Zwischenfall in Oxford (Accident) – Regie: Joseph Losey
- Anruf für einen Toten (The Deadly Affair) – Regie: Sidney Lumet
- Blow Up (Blowup) – Regie: Michelangelo Antonioni

## 1990er-Jahre
1993
The Crying Game – Stephen Woolley und Neil Jordan

1994
Shadowlands – Richard Attenborough und Brian Eastman
- Nackt (Naked) – Simon Channing-Williams und Mike Leigh
- Raining Stones – Sally Hibbin und Ken Loach
- Tom & Viv – Marc Samuelson, Harvey Kass, Peter Samuelson und Brian Gilbert

1995
Kleine Morde unter Freunden (Shallow Grave) – Andrew Macdonald und Danny Boyle
- Backbeat – Finola Dwyer, Stephen Woolley und Iain Softley
- Picknick am Strand (Bhaji on the Beach) – Nadine Marsh-Edwards und Gurinder Chadha
- Der Priester (Priest) – George Faber, Josephine Ward und Antonia Bird

1996
King George – Ein Königreich für mehr Verstand (The Madness of King George) – Stephen Evans, David Parfitt und Nicholas Hytner
- Carrington – Ronald Shedlo, John McGrath und Christopher Hampton
- Land and Freedom – Rebecca O’Brien und Ken Loach
- Trainspotting – Neue Helden (Trainspotting) – Andrew Macdonald und Danny Boyle

1997
Lügen und Geheimnisse (Secrets & Lies) – Simon Channing-Williams und Mike Leigh
- Brassed Off – Mit Pauken und Trompeten (Brassed Off) – Steve Abbott und Mark Herman
- Carla’s Song – Sally Hibbin und Ken Loach
- Richard III. (Richard III) – Lisa Katselas Pare, Stephen Bayly und Richard Loncraine

1998
Nil by Mouth – Luc Besson, Douglas Urbanski und Gary Oldman
- Ein Fall für die Borger (The Borrowers) – Tim Bevan, Eric Fellner, Rachel Talalay und Peter Hewitt
- Ganz oder gar nicht (The Full Monty) – Uberto Pasolini und Peter Cattaneo
- Ihre Majestät Mrs. Brown (Mrs. Brown) – Sarah Curtis und John Madden
- TwentyFourSeven (Twentyfourseven) – Imogen West und Shane Meadows

1999
Elizabeth – Alison Owen, Eric Fellner, Tim Bevan und Shekhar Kapur
- Bube, Dame, König, grAS (Lock, Stock & Two Smoking Barrels) – Matthew Vaughn und Guy Ritchie
- Hilary & Jackie (Hilary and Jackie) – Andy Paterson, Nicolas Kent und Anand Tucker
- Little Voice – Elizabeth Karlsen und Mark Herman
- Mein Name ist Joe (My Name is Joe) – Rebecca O’Brien und Ken Loach
- Sie liebt ihn – sie liebt ihn nicht (Sliding Doors) – Sydney Pollack, Philippa Braithwaite, William Horberg und Peter Howitt

## 2000er-Jahre
2000
East is East (East Is East) – Leslee Udwin und Damien O’Donnell
- Notting Hill – Duncan Kenworthy und Roger Michell
- Onegin – Eine Liebe in St. Petersburg (Onegin) – Ileen Maisel, Simon Bosanquet und Martha Fiennes
- Ratcatcher – Gavin Emerson und Lynne Ramsay
- Topsy-Turvy – Auf den Kopf gestellt (Topsy-Turvy) – Simon Channing-Williams und Mike Leigh
- Wonderland – Michele Camarda, Andrew Eaton und Michael Winterbottom

2001
Billy Elliot – I Will Dance (Billy Elliot) – Greg Brenman, Jon Finn und Stephen Daldry
- Chicken Run – Hennen rennen (Chicken Run) – Peter Lord, David Sproxton und Nick Park
- Haus Bellomont (The House of Mirth) – Olivia Stewart und Terence Davies
- The Last Resort (Last Resort) – Ruth Caleb und Paweł Pawlikowski
- Sexy Beast – Jeremy Thomas und Jonathan Glazer

2002
Gosford Park – Robert Altman, Bob Balaban und David Levy
- Bridget Jones – Schokolade zum Frühstück (Bridget Jones’s Diary) – Tim Bevan, Eric Fellner, Jonathan Cavendish und Sharon Maguire
- Harry Potter und der Stein der Weisen (Harry Potter and the Philosopher’s Stone) – David Heyman und Chris Columbus
- Iris – Robert Fox, Scott Rudin und Richard Eyre
- Meine beste Freundin (Me Without You) – Finola Dwyer und Sandra Goldbacher

2003
The Warrior – Bertrand Faivre und Asif Kapadia
- Kleine schmutzige Tricks (Dirty Pretty Things) – Tracey Seaward, Robert Jones und Stephen Frears
- The Hours – Von Ewigkeit zu Ewigkeit (The Hours) – Scott Rudin, Robert Fox und Stephen Daldry
- Kick It Like Beckham (Bend It Like Beckham) – Deepak Nayar und Gurinder Chadha
- Die unbarmherzigen Schwestern (The Magdalene Sisters) – Frances Higson und Peter Mullan

2004
Sturz ins Leere (Touching the Void) – John Smithson und Kevin Macdonald
- In This World – Aufbruch ins Ungewisse (In This World) – Andrew Eaton, Anita Overland und Michael Winterbottom
- Das Mädchen mit dem Perlenohrring (Girl With A Pearl Earring) – Andy Paterson, Anand Tucker und Peter Webber
- Tatsächlich… Liebe (Love Actually) – Duncan Kenworthy, Tim Bevan, Eric Fellner und Richard Curtis
- Unterwegs nach Cold Mountain (Cold Mountain) – Sydney Pollack, William Horberg, Albert Berger, Ron Yerxa und Anthony Minghella

2005
My Summer of Love (My Summer Of Love) – Tanya Seghatchian, Christopher Collins und Paweł Pawlikowski
- Blutrache – Dead Man’s Shoes (Dead Man’s Shoes) – Mark Herbert und Shane Meadows
- Harry Potter und der Gefangene von Askaban (Harry Potter and the Prisoner of Azkaban) – David Heyman, Chris Columbus, Mark Radcliffe und Alfonso Cuarón
- Shaun of the Dead – Nira Park und Edgar Wright
- Vera Drake – Regie: Mike Leigh

2006
Wallace & Gromit: Auf der Jagd nach dem Riesenkaninchen (Wallace & Gromit: The Curse of the Were-Rabbit) – Claire Jennings, David Sproxton, Nick Park, Steve Box, Mark Burton und Bob Baker
- A Cock and Bull Story – Andrew Eaton, Michael Winterbottom und Martin Hardy
- Der ewige Gärtner (The Constant Gardener) – Simon Channing Williams, Fernando Meirelles und Jeffrey Caine
- Festival – Christopher Young und Annie Griffin
- Stolz und Vorurteil (Pride & Prejudice) – Tim Bevan, Eric Fellner, Paul Webster, Joe Wright und Deborah Moggach

2007
Der letzte König von Schottland – In den Fängen der Macht (The Last King of Scotland) – Andrea Calderwood, Lisa Bryer, Charles Steel, Kevin Macdonald, Peter Morgan und Jeremy Brock
- James Bond 007: Casino Royale – Michael G. Wilson, Barbara Broccoli, Martin Campbell, Neal Purvis, Robert Wade und Paul Haggis
- Flug 93 (United 93) – Tim Bevan, Lloyd Levin und Paul Greengrass
- Die Queen (The Queen) – Andy Harries, Christine Langan, Tracey Seaward, Stephen Frears und Peter Morgan
- Tagebuch eines Skandals (Notes on a Scandal) – Scott Rudin, Robert Fox, Richard Eyre und Patrick Marber

2008
This is England (This Is England) – Mark Herbert und Shane Meadows
- Abbitte (Atonement) – Tim Bevan, Eric Fellner, Paul Webster, Joe Wright und Christopher Hampton
- Das Bourne Ultimatum (The Bourne Ultimatum) – Frank Marshall, Patrick Crowley, Paul L. Sandberg, Paul Greengrass, Tony Gilroy, Scott Z. Burns und George Nolfi
- Control – Orian Williams, Todd Eckert, Anton Corbijn und Matt Greenhalgh
- Tödliche Versprechen – Eastern Promises (Eastern Promises) – Paul Webster, Robert Lantos, David Cronenberg und Steven Knight

2009
Man on Wire – Simon Chinn und James Marsh
- Brügge sehen… und sterben? (In Bruges) – Graham Broadbent, Peter Czernin und Martin McDonagh
- Hunger – Laura Hastings-Smith, Robin Gutch, Steve McQueen und Enda Walsh
- Mamma Mia! – Judy Craymer, Gary Goetzman, Phyllida Lloyd und Catherine Johnson
- Slumdog Millionär (Slumdog Millionaire) – Christian Colson, Danny Boyle und Simon Beaufoy

## 2010er-Jahre
2010
Fish Tank – Kees Kasander, Nick Laws und Andrea Arnold
- An Education – Finola Dwyer, Amanda Posey, Lone Scherfig und Nick Hornby
- Kabinett außer Kontrolle (In the Loop) – Kevin Loader, Adam Tandy, Armando Iannucci, Jesse Armstrong, Simon Blackwell und Tony Roche
- Moon – Stuart Fenegan, Trudie Styler, Duncan Jones und Nathan Parker
- Nowhere Boy – Robert Bernstein, Douglas Rae, Kevin Loader, Sam Taylor Wood und Matt Greenhalgh

2011
The King’s Speech – Tom Hooper, David Seidler, Iain Canning, Emile Sherman und Gareth Unwin
- 127 Hours – Danny Boyle, Simon Beaufoy, Christian Colson und John Smithson
- Another Year – Mike Leigh und Georgina Lowe
- Four Lions – Regie: Chris Morris, Jesse Armstrong, Sam Bain, Mark Herbert und Derrin Schlesinger
- We Want Sex (Made in Dagenham) – Nigel Cole, William Ivory, Elizabeth Karlsen und Stephen Woolley

2012
Dame, König, As, Spion (Tinker Tailor Soldier Spy) – Regie: Tomas Alfredson
- My Week with Marilyn – Simon Curtis, David Parfitt, Harvey Weinstein und Adrian Hodges
- Senna – Asif Kapadia, James Gay-Rees, Tim Bevan, Eric Fellner und Manish Pandey
- Shame – Steve McQueen, Iain Canning, Emile Sherman und Abi Morgan
- We Need to Talk About Kevin – Lynne Ramsay, Luc Roeg, Jennifer Fox, Robert Salerno, Rory Stewart Kinnear

2013
James Bond 007: Skyfall (Skyfall) – Regie: Sam Mendes
- 7 Psychos (Seven Psychopaths) – Regie: Martin McDonagh
- Anna Karenina – Regie: Joe Wright
- Best Exotic Marigold Hotel (The Best Exotic Marigold Hotel) – Regie: John Madden
- Les Misérables – Regie: Tom Hooper

2014
Gravity – Regie: Alfonso Cuarón
- Mandela – Der lange Weg zur Freiheit (Mandela: Long Walk to Freedom) – Regie: Justin Chadwick
- Philomena – Regie: Stephen Frears
- Rush – Alles für den Sieg (Rush) – Regie: Ron Howard
- Saving Mr. Banks – Regie: John Lee Hancock
- The Selfish Giant – Regie: Clio Barnard

2015
Die Entdeckung der Unendlichkeit (The Theory of Everything) – Regie: James Marsh
- ’71 – Regie: Yann Demange
- The Imitation Game – Ein streng geheimes Leben (The Imitation Game) – Regie: Morten Tyldum
- Paddington – Regie: Paul King
- Pride – Regie: Matthew Warchus
- Under the Skin – Regie: Jonathan Glazer

2016
Brooklyn – Eine Liebe zwischen zwei Welten (Brooklyn) – Regie: John Crowley
- 45 Years – Regie: Andrew Haigh
- Amy – Regie: Asif Kapadia
- The Danish Girl – Regie: Tom Hooper
- Ex Machina – Regie: Alex Garland
- The Lobster – Regie: Yorgos Lanthimos

2017
Ich, Daniel Blake (I, Daniel Blake) – Regie: Ken Loach
- American Honey – Regie: Andrea Arnold
- Im Dunkeln sehen – Notizen eines Blinden (Notes on Blindness) – Regie: Pete Middleton und James Spinney
- Phantastische Tierwesen und wo sie zu finden sind (Fantastic Beasts and Where to Find Them) – Regie: David Yates
- Under the Shadow – Regie: Babak Anvari
- Verleugnung (Denial) – Regie: Mick Jackson

2018
Three Billboards Outside Ebbing, Missouri – Regie: Martin McDonagh
- The Death of Stalin – Regie: Armando Iannucci
- Die dunkelste Stunde (Darkest Hour) – Regie: Joe Wright
- God’s Own Country – Regie: Francis Lee
- Lady Macbeth – Regie: William Oldroyd
- Paddington 2 – Regie: Paul King

2019
The Favourite – Intrigen und Irrsinn (The Favourite) – Giorgos Lanthimos, Ceci Dempsey, Ed Guiney, Lee Magiday, Deborah Davis und Tony McNamara
- Beast – Michael Pearce, Kristian Brodie, Lauren Dark und Ivana MacKinnon
- A Beautiful Day (You Were Never Really Here) – Lynne Ramsay, Rosa Attab, Pascal Caucheteux und James Wilson
- Bohemian Rhapsody – Graham King und Anthony McCarten; die Nominierung von Bryan Singer wurde ausgesetzt/suspendiert[3]
- McQueen – Ian Bonhôte, Peter Ettedgui, Andee Ryder und Nick Taussig
- Stan & Ollie – Jon S. Baird, Faye Ward und Jeff Pope

## 2020er-Jahre
2020
1917 – Regie: Sam Mendes
- Bait – Regie: Mark Jenkin
- Die zwei Päpste (The Two Popes) – Regie: Fernando Meirelles
- Für Sama (For Sama) – Regie: Waad al-Kateab, Edward Watts
- Rocketman – Regie: Dexter Fletcher
- Sorry We Missed You – Regie: Ken Loach

2021
Promising Young Woman – Regie: Emerald Fennell
- Die Ausgrabung (The Dig) – Regie: Simon Stone
- Calm with Horses – Regie: Nick Rowland
- The Father – Regie: Florian Zeller
- His House – Regie: Remi Weekes
- Limbo – Regie: Ben Sharrock
- The Mauritanian – Regie: Kevin Macdonald
- Mogul Mowgli – Regie: Bassam Tariq
- Rocks – Regie: Sarah Gavron
- Saint Maud – Regie: Rose Glass

2022
Belfast – Regie: Kenneth Branagh
- After Love – Regie: Aleem Khan
- Ali & Ava – Regie: Clio Barnard
- Yes, Chef! (Boiling Point) – Regie: Philip Barantini
- Cyrano – Regie: Joe Wright
- Everybody’s Talking About Jamie – Regie: Jonathan Butterell
- House of Gucci – Regie: Ridley Scott
- James Bond 007: Keine Zeit zu sterben (No Time To Die) – Regie: Cary Joji Fukunaga
- Last Night in Soho – Regie: Edgar Wright
- Seitenwechsel (Passing) – Regie: Rebecca Hall

2023
The Banshees of Inisherin – Martin McDonagh, Graham Broadbent, Pete Czernin
- Aftersun – Charlotte Wells
- Brian und Charles (Brian and Charles) – Jim Archer, Rupert Majendie, David Earl, Chris Hayward
- Empire of Light – Sam Mendes, Pippa Harris
- Living – Einmal wirklich leben (Living) – Oliver Hermanus, Elizabeth Karlsen, Stephen Woolley, Kazuo Ishiguro
- Meine Stunden mit Leo (Good Luck to You, Leo Grande) – Sophie Hyde, Debbie Gray, Adrian Politowski, Katy Brand
- Roald Dahls Matilda – Das Musical (Roald Dahl’s Matilda the Musical) – Matthew Warchus, Tim Bevan, Eric Fellner, Jon Finn, Luke Kelly, Dennis Kelly
- Die Schwimmerinnen (The Swimmers) – Sally El Hosaini, Jack Thorne
- See How They Run – Tom George, Gina Carter, Damian Jones, Mark Chappell
- Das Wunder (The Wonder) – Sebastián Lelio, Ed Guiney, Juliette Howell, Andrew Lowe, Tessa Ross, Alice Birch, Emma Donoghue

2024
The Zone of Interest – Regie: Jonathan Glazer
- All of Us Strangers – Regie: Andrew Haigh
- Georgie (Scrapper) – Regie: Charlotte Regan
- How to Have Sex – Regie: Molly Manning Walker
- Napoleon – Regie: Ridley Scott
- The Old Oak – Regie: Ken Loach
- Poor Things – Regie: Giorgos Lanthimos
- Rye Lane – Regie: Raine Allen-Miller
- Saltburn – Regie: Emerald Fennell
- Wonka – Regie: Paul King

2025
Konklave (Conclave) – Regie: Edward Berger
- Bird – Regie: Andrea Arnold
- Blitz – Regie: Steve McQueen
- Die Fotografin (Lee) – Regie: Ellen Kuras
- Gladiator II – Regie: Ridley Scott
- Hard Truths – Regie: Mike Leigh
- Kneecap – Regie: Rich Peppiatt
- Love Lies Bleeding – Regie: Rose Glass
- The Outrun – Regie: Nora Fingscheidt
- Wallace & Gromit – Vergeltung mit Flügeln (Wallace & Gromit: Vengeance Most Fowl) – Regie: Nick Park und Merlin Crossingham